# 佐用平福インターチェンジ
佐用平福インターチェンジ（さようひらふくインターチェンジ）は、兵庫県佐用郡佐用町にある、鳥取自動車道のインターチェンジ（地域活性化インターチェンジ）である。

## 概要
- 鳥取方面のみのハーフインターチェンジである。
- 計画当初の名称は佐用北インターチェンジだった。また、佐用TBまでは無料区間であるが、当IC - 佐用TB間には出口がないため、佐用方面へ向かう場合は当ICが実質的に無料区間の最終出口となる。

## 歴史
- 鳥取自動車道が有料の高速道路として建設されている時は、このインターチェンジは設置される予定はなかったが、鳥取自動車道が新直轄方式で建設されることになり、佐用町延吉において国道373号と鳥取自動車道を連結する地域活性化インターチェンジとして建設されることが決定した。
- 2010年（平成20年）3月28日：佐用JCT - 大原IC間開通に伴い、供用開始[1]。

## 周辺
- 道の駅宿場町ひらふく

## 接続する道路
- 直接接続
  - 国道373号

## 料金所
- 国土交通省が管轄する無料区間のため、料金所は設置されていない。

## 隣
E29 鳥取自動車道
(10-1) 佐用JCT - 佐用TB - 佐用平福BS - (1) 佐用平福IC - (2) 大原IC/BS